# Station Nałęczów
Station Nałęczów is een spoorwegstation in de Poolse plaats Drzewce-Kolonia.